# مکنزی، کوئینزلند
مکنزی (به انگلیسی: Mackenzie) یک حومه شهر در استرالیا است که در کوئینزلند واقع شده‌است.